# Броварки (Миргородський район)
Брова́рки — село в Україні, Миргородському районі Полтавської області. Населення становить 451 осіб. Входить до складу Великобудищанської сільської громади.
Після ліквідації Гадяцького району у липні 2020 року увійшло до Миргородського району.

## Географія
Село Броварки знаходиться на правому березі річки Псел, вище за течією на відстані 4 км розташоване село Книшівка, нижче за течією на відстані 4,5 км розташоване місто Гадяч. Річка в цьому місці звивиста, утворює лимани, стариці та заболочені озера.

## Археологія
На території села на мису, утвореному річками Пслом та Грунню, знаходиться Броварківський курганний могильник скіфського часу.

## Історія
За даними на 1859 рік у власницькому та козачому селі Гадяцького повіту Полтавської губернії, мешкало 794 особи (377 чоловічої статі та 417 — жіночої), налічувалось 103 дворових господарства, існувала православна церква.
Село постраждало внаслідок Голодоморів в Україні 1932—1933 та 1946–1947 років.
Діє каплиця Георгія Побідоносця збудована 2012 р. ієреєм Романом Височанським, в аварійному стані збереглася будівля колишньої церкви (пізніше використовувалась як сільський клуб). Релігійною громадою встановлено пам'ятний хрест односельцям жертвам голодомору, та священника які служили раніше в селі.
До 2019 року орган місцевого самоврядування — Книшівська сільська рада.

## Відомі люди
- Димитрій Вербицький — єпископ Відомства православного віросповідання Російської імперії, архієпископ Київський.
- Парафіло Терентій Михайлович (1901—1943) — радянський військовий діяч.